# Euploea novarumebudem
Euploea novarumebudem är en fjärilsart som beskrevs av Carpenter 1942. Euploea novarumebudem ingår i släktet Euploea och familjen praktfjärilar. Inga underarter finns listade i Catalogue of Life.